# Згортка (обробка зображень)
Згортка (ядро, матриця згортки) — матриця, зазвичай, малих розмірів, що використовується в оброблянні зображень як фільтр для розмиття, підвищення різкості, виділення границь тощо. Оброблення зображення полягає в обчисленні нового значення обраного пікселя з врахуванням значення навколишніх пікселів.

## Приклади
В залежності від елементів матриці згортка може викликати різні ефекти.
| Тотожне відображення | {\displaystyle {\begin{bmatrix}0&0&0\\0&1&0\\0&0&0\end{bmatrix}}}                                                                               |  |
| Виділення границь    | {\displaystyle {\begin{bmatrix}\ \ 1&0&-1\\\ \ 0&0&\ \ 0\\-1&0&\ \ 1\end{bmatrix}}}                                                             |  |
| Виділення границь    | {\displaystyle {\begin{bmatrix}0&\ \ 1&0\\1&-4&1\\0&\ \ 1&0\end{bmatrix}}}                                                                      |  |
| Виділення границь    | {\displaystyle {\begin{bmatrix}-1&-1&-1\\-1&\ \ 8&-1\\-1&-1&-1\end{bmatrix}}}                                                                   |  |
| Sharpen              | {\displaystyle {\begin{bmatrix}\ \ 0&-1&\ \ 0\\-1&\ \ 5&-1\\\ \ 0&-1&\ \ 0\end{bmatrix}}}                                                       |  |
| Розмиття квадратом   | {\displaystyle {\frac {1}{9}}{\begin{bmatrix}1&1&1\\1&1&1\\1&1&1\end{bmatrix}}}                                                                 |  |
| Гауссове розмиття    | {\displaystyle {\frac {1}{16}}{\begin{bmatrix}1&2&1\\2&4&2\\1&2&1\end{bmatrix}}}                                                                |  |
| 5×5 Нерізке розмиття | {\displaystyle {\frac {-1}{256}}{\begin{bmatrix}1&4&\ \ 6&4&1\\4&16&\ \ 24&16&4\\6&24&-476&24&6\\4&16&\ \ 24&16&4\\1&4&\ \ 6&4&1\end{bmatrix}}} |  |

Це лише декілька прикладів ефектів, досягнутих за допомогою використання згортки.

## Обчислення згортки
Згортка - це процес додавання кожного елемента зображення до його сусідів, зважених ядром. Важливо зауважити, що виконувана матрична операція - згортка - це не звичайне множення, хоча й позначається *.
Наприклад, якщо ми маємо дві 3х3 матриці, перша - ядро, друга - шматок зображення, згортка - це процес транспонування рядків і стовпчиків ядра з наступним множенням і додаванням. Елемент з координатами [2, 2] (тобто, центральний елемент) отриманого зображення буде зваженою комбінацією всіх елементів матриці зображення, з вагами взятими з ядра:
{\displaystyle \left({\begin{bmatrix}a&b&c\\d&e&f\\g&h&i\end{bmatrix}}*{\begin{bmatrix}1&2&3\\4&5&6\\7&8&9\end{bmatrix}}\right)[2,2]=(i\cdot 1)+(h\cdot 2)+(g\cdot 3)+(f\cdot 4)+(e\cdot 5)+(d\cdot 6)+(c\cdot 7)+(b\cdot 8)+(a\cdot 9).}
Значення кожного пікселя у вихідному зображенні рівне сумі добутків значень матриці згортки і відповідних пікселів вхідного зображення. Це можна описати таким псевдокодом:
```
for each
 
image row
 
in
 
input image
:
   
for each
 
pixel
 
in
 
image row
:

      
set
 
accumulator
 to zero

      
for each
 
kernel row
 
in
 
kernel
:
         
for each
 
element
 
in
 
kernel row
:

            
if
 
element position
  corresponding* to 
pixel position
 
then

               
multiply
 
element value
  corresponding* to 
pixel value

               
add
 
result
 to 
accumulator

            
endif

      
set
 
output image pixel
 to 
accumulator
```